# Шамарель

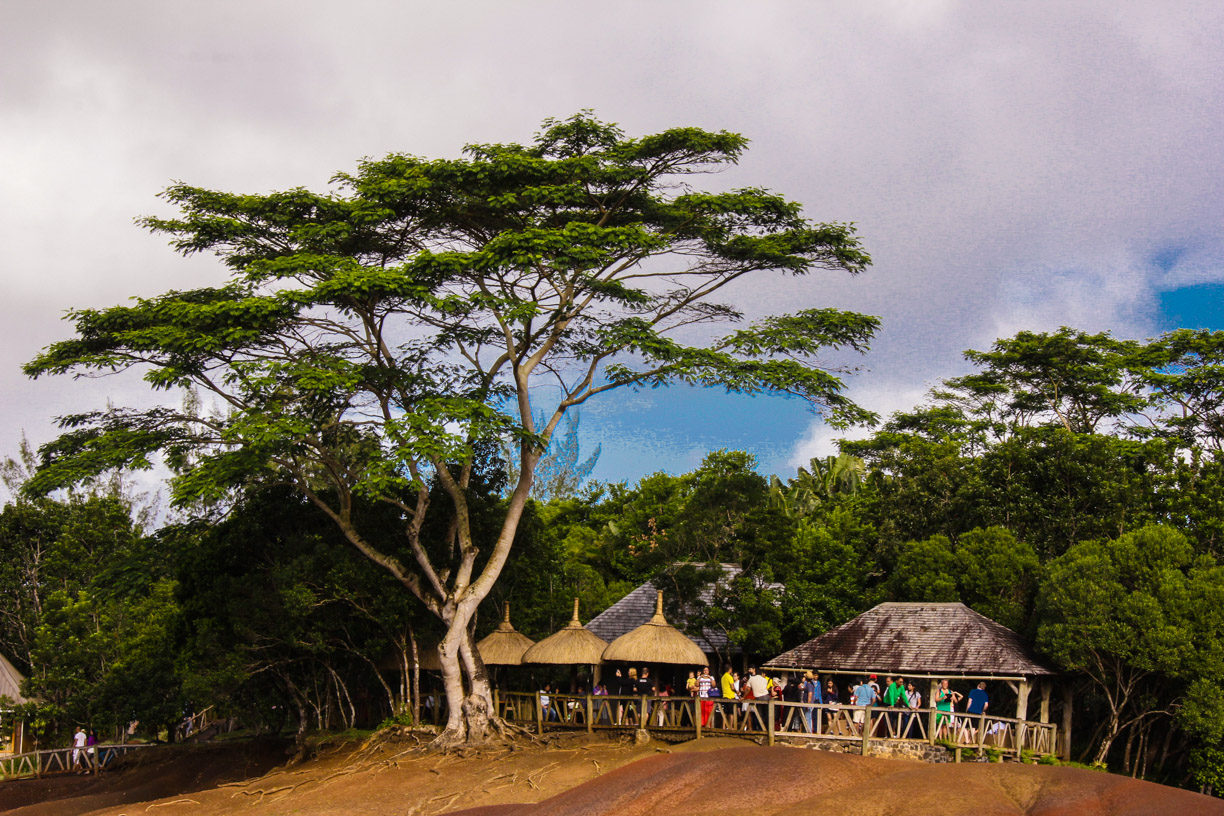
Шамарель

Шамарель — село, що розміщене в окрузі Рив'єр-Нуар і частково (на сході) в окрузі Саван, в Маврикію. Джерелом адміністративної влади в селі є Шамарельська сільська рада, що діє під егідою окружної ради Рив'єр-Нуар.
Мальовничі краєвиди та природні пам'ятки, як-от Семикольорові піски, Шамарельський водоспад і Національний парк Блек-Ривер Ґорджес, роблять село принадою для туристів. Околиці села також відомі завдяки кавовим зернам, що вирощуються в цій місцевості. Шамарельська церква Святої Анни, збудована 1876 року, є місцем паломництва на свято Вознесіння Діви Марії (святкується 15 серпня). У цей день, 15 серпня, в селі традиційно відбувається ярмарок.

## Історія
Село Шамарель назване на честь франзуца Шарля Антуана де Шазаля де Шамареля, який тут проживав у 1800-х роках і володів усією територією села. Відтак влада над селом відійшла Метью Фліндерсу, що захопив Маврикій під час Наполеонівських воєн. Однак мешканці села називають місцевість «Долиною чорних».

## Економіка
У селі на плантаціях вирощують цукрову тростину й ананаси. Вирощується велика кількість кави. Нарощення арабіки та пальмового салату розміщені вздовж дороги до водоспаду.